# Availles-Limouzine
Availles-Limouzine är en kommun i departementet Vienne i regionen Nouvelle-Aquitaine i västra Frankrike. Kommunen ligger i kantonen Availles-Limouzine som tillhör arrondissementet Montmorillon. År 2022 hade Availles-Limouzine 1 287 invånare.

## Befolkningsutveckling
Antalet invånare i kommunen Availles-Limouzine
| Referens: INSEE |